# LGM-30 Minuteman
De LGM-30 Minuteman is een Amerikaanse intercontinentale kernraket. De Amerikaanse luchtmacht had in 2010 in totaal 450 Minuteman III-kernraketten. De naam verwijst naar de Minutemen, de Amerikaanse milities die tijdens de Amerikaanse Onafhankelijkheidsoorlog binnen één minuut klaar konden staan. De Minuteman-raket kan binnen één minuut gelanceerd worden. LGM is oorspronkelijk een afkorting van launched guided missile, nu uitgebreider aangeduid als silo-launched surface-attack guided-missile.
Minuteman Missile National Historic Site in South Dakota is een voormalige kernraketbasis waar de laatste Minuteman II-raketten bewaard worden. Het nationale monument, gevestigd in 1999, herdenkt de Koude Oorlog en de ontwikkeling van intercontinentale ballistische raketten. In North Dakota is een vergelijkbaar monument, Ronald Reagan Minuteman Missile Site.

## Beschrijving
De Minuteman is de enige intercontinentale ballistische raket in gebruik bij de Amerikaanse strijdkrachten die vanaf een raketsilo op de grond gelanceerd wordt. De Amerikanen hebben ook UGM-133 Trident II-kernraketten die vanaf onderzeeërs gelanceerd worden en kernraketten van verschillende types die vanaf strategische bommenwerpers kunnen worden afgeworpen.
De Minuteman-raketten staan opgesteld in raketsilo's op de luchtmachtbases Warren AFB in de staat Wyoming, Malmstrom AFB in Montana en Minot AFB in North Dakota. Elke basis heeft een Strategic Missile Wing-eenheid met 150 raketten. De raketsilo's waarin de raketten staan zijn onbemand en worden op afstand bestuurd vanuit een bemand lanceercentrum, waaronder het Airborne Launch Control System, waarbij een Boeing E-6 Mercury als vliegende commandopost dient.
De Minuteman wordt gebouwd door Boeing. Het is een geleide raket en was de eerste computergestuurde intercontinentale ballistische raket (ICBM). De raket heeft een bereik van 13.000 kilometer en vliegt met een snelheid van 7 km/s (mach 20) en een maximale hoogte van 1120 kilometer. De Minuteman bestaat uit drie brandstoftrappen en een vierde trap (de post-boost vehicle) die de terugkeermodule (reentry vehicle) met de kernkop op doel afstuurt. De raket heeft een cardanisch opgehangen navigatiesysteem.
Er worden drie verschillende types kernkoppen gebruikt: de W62, W78 en W87. De W87 is in gebruik vanaf 1986 en is daarmee de modernste van de drie. De kernkop kan een explosie genereren van minstens 300 kiloton TNT. Ter vergelijking: Little Boy, de atoombom die in 1945 op Hiroshima werd afgeworpen, had een explosieve kracht van 15 kiloton TNT.
Het aantal terugkeermodules/kernkoppen per raket, oorspronkelijk drie, is bij een aantal Minuteman III-raketten teruggebracht naar één (de Single Reentry Vehicle, SRV), zie ook onder.

## Geschiedenis
Het eerste type Minuteman, de Minuteman I, stamt uit 1962. De eerste Minuteman III werd in 1970 in gebruik genomen en is nu het enige type Minuteman in gebruik.
De Minuteman III was de eerste raket met meerdere kernkoppen aan boord, die kunnen drie verschillende doelen treffen. De neus van de raket bevatte drie reentry vehicles of terugkeermodules die vanuit de ruimte terugkeerden naar de aarde, en elk van deze terugkeermodules bevatte een kernbom. In 1993 ondertekenden de Amerikaanse en Russische presidenten George H.W. Bush en Boris Jeltsin het START II-verdrag, waarbij ze overeenkwamen om kernraketten met meerdere terugkeermodules (multiple independently targetable reentry vehicle, MIRV) uit te bannen. Het verdrag werd echter nooit geïmplementeerd; wel werd het aantal terugkeermodules bij een aantal Minuteman III-raketten teruggebracht van drie naar één (de Single Reentry Vehicle, SRV).
De LGM-118 Peacekeeper of MX-raket werd ontworpen als opvolger van de Minuteman. Vanaf 1986 werden in totaal 50 Peacekeepers gebouwd. Ze werden echter in 2005 geschrapt, en de W87-kernkoppen in de Peacekeepers werden hergebruikt in Minuteman III-raketten.
De Amerikaanse luchtmacht heeft besloten af te zien van de ontwikkeling van een nieuw type Minuteman, de Minuteman IV. In plaats daarvan zullen de bestaande Minuteman III-raketten gemoderniseerd worden en tot 2040 in dienst gehouden worden. Als gevolg van onderhandelingen over kernwapenontmanteling, waaronder het nieuwe START-verdrag in 2010 tussen de Amerikaanse en Russische presidenten Barack Obama en Dmitri Medvedev, zal het aantal Minuteman-raketten naar verwachting gereduceerd worden. Afgeschreven rakettrappen van oude Minuteman II worden door Orbital ATK hergebruikt in de ruimtelanceertuigen Minotaur I en Minotaur II.

## Varia
Minuteman-raketten zijn te zien in een reeks films, waaronder Superman (1978), WarGames (1983) en Terminator 3 (2003).

## Afbeeldingen

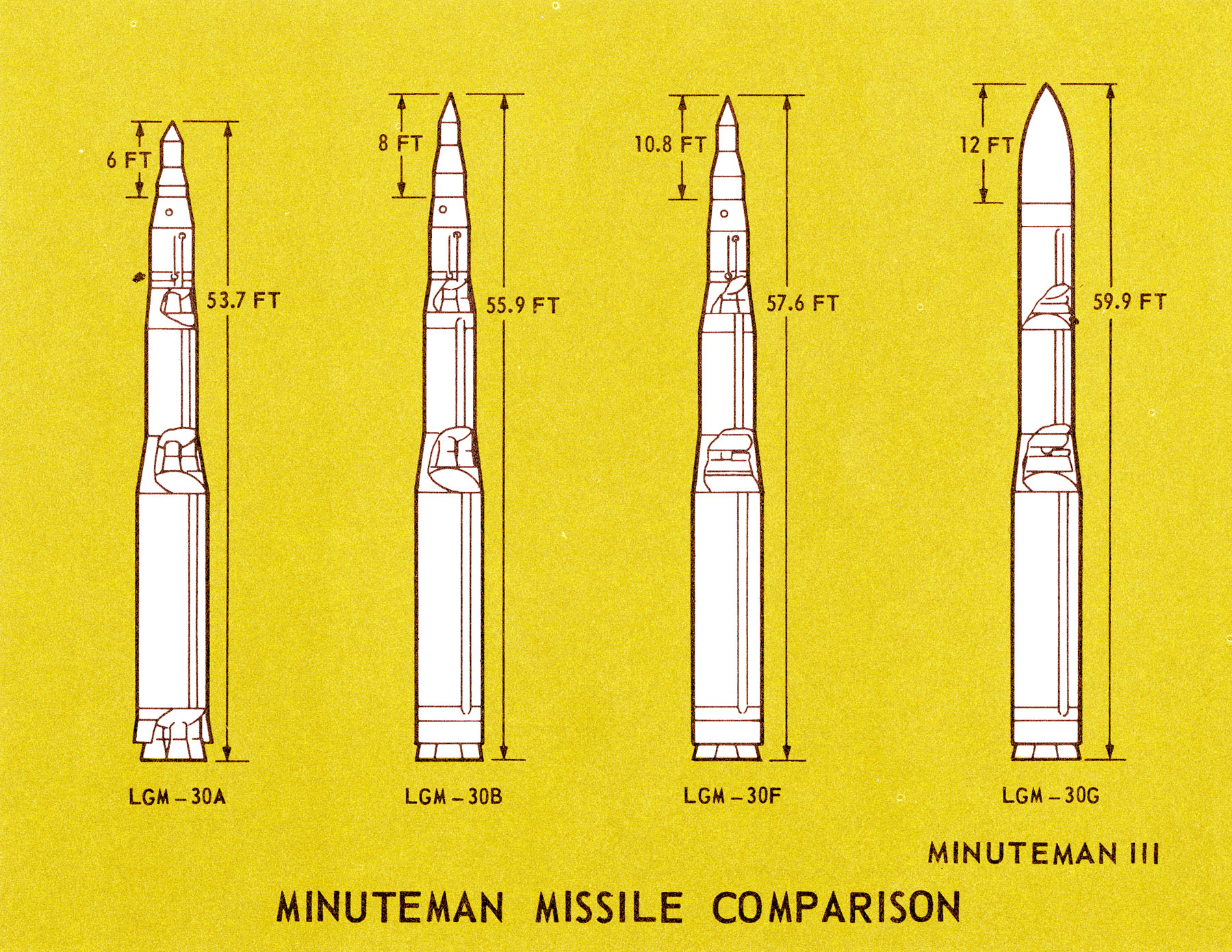
Verschillende versies
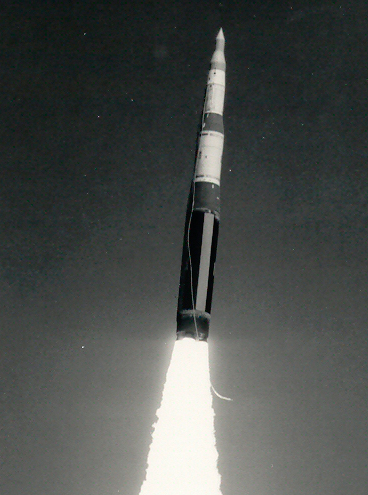
Minuteman-II
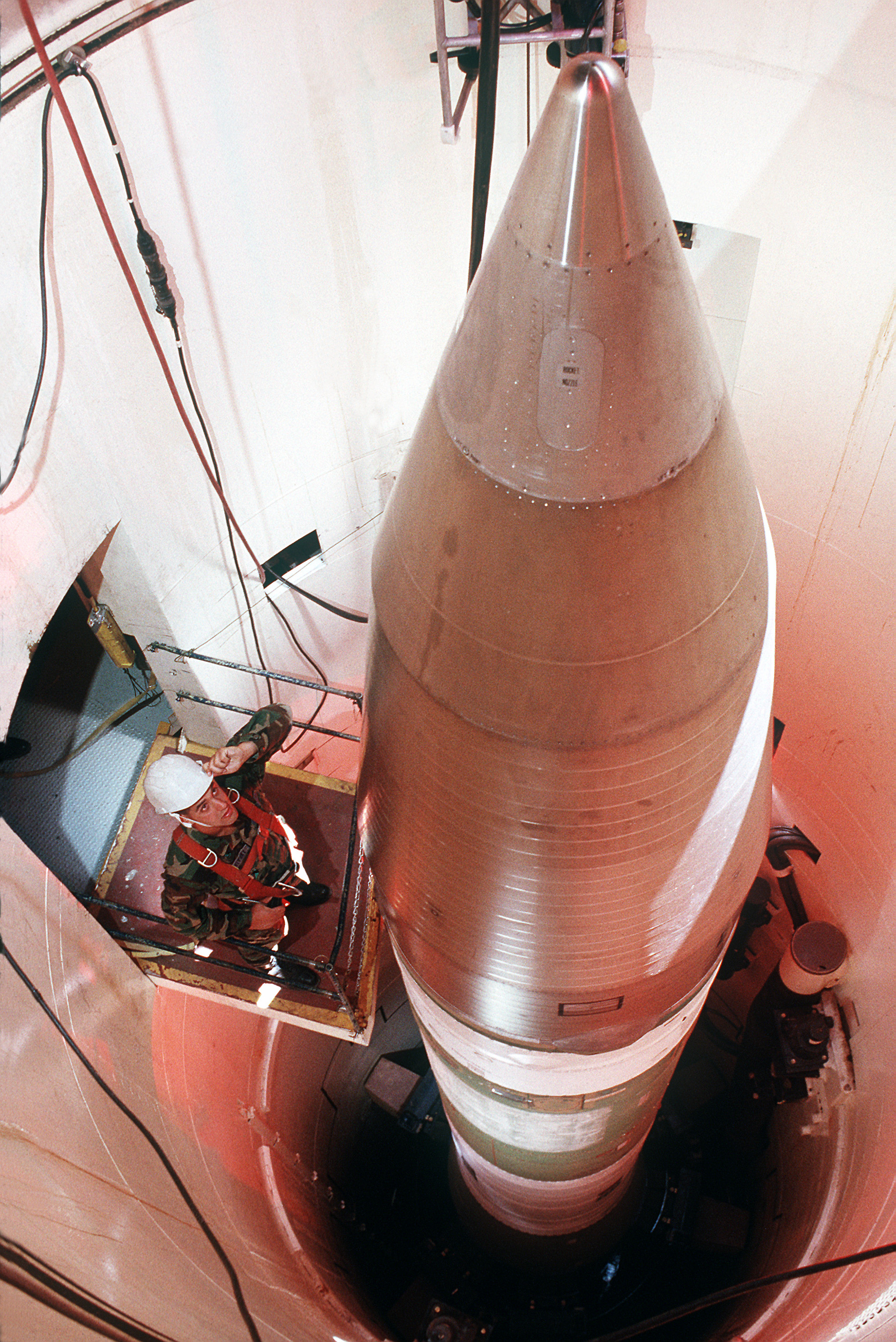
Een Minuteman in een raketsilo
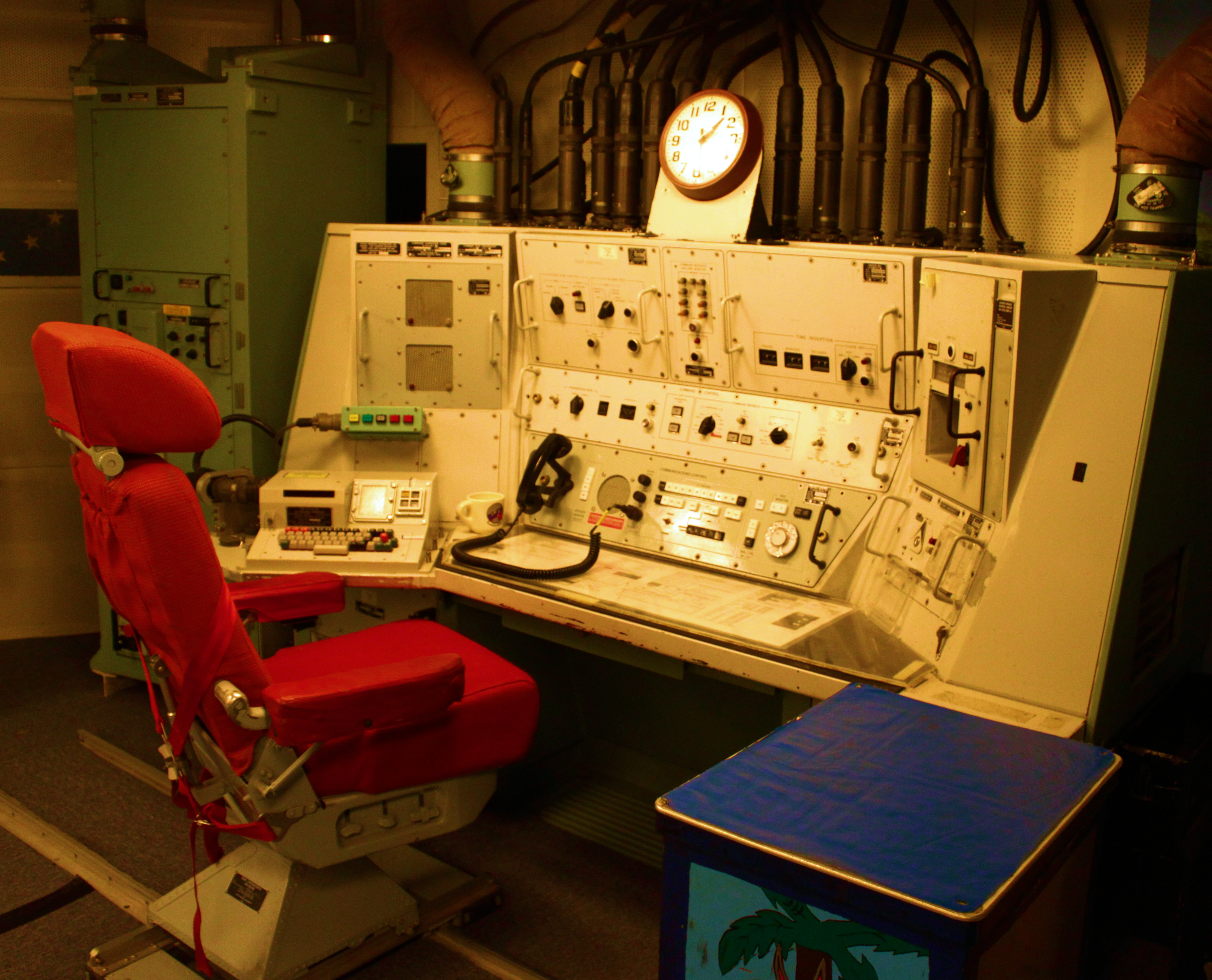
Minuteman-lanceercentrum in Ronald Reagan Minuteman Missile Site, North Dakota
Diagram van het vluchttraject en de rakettrappen van een Minuteman III. Het diagram toont een raket met meerdere kernkoppen